# Paul Visser
Paul Jan Visser (Epe, 24 januari 1959) is een Nederlands theoloog en hervormd predikant binnen de Protestantse Kerk in Nederland. Daarnaast was hij verbonden aan het EO-programma De Kapel.

## Biografie
Paul Visser werd geboren in het gezin van de Hervormd-gereformeerde predikant H. Visser. Hoewel eerst afkerig van het geloof, voelde hij zich op 14-jarige leeftijd geroepen tot het predikantschap. Na zijn studie theologie in Utrecht begon hij als vicaris in de Jeruzalemkerk te Amsterdam, na afgewezen te zijn voor de zending. In 1984 werd hij tot predikant bevestigd in Aalburg, om achtereenvolgens de hervormde gemeenten van Harderwijk (1989), Bergambacht (1994), Den Haag (Bethlehemkerk, 1998) Amsterdam (Noorderkerk, 2010) en per 13 september 2020 de Rotterdamse Maranathakerk te dienen. In Rotterdam werkte hij parttime naast zijn werk voor Areopagus, een centrum voor contextuele en missionaire prediking, onderdeel van de IZB, een vereniging voor zending in Nederland. Eind november 2024 gaf hij aan per 1 januari 2025 te stoppen met zijn aanstelling in Rotterdam.
In 1997 promoveerde Visser op een onderzoek naar de verhouding tussen religieus besef en christelijk geloof, een studie over de missionaire theologie van Johan Herman Bavinck, getiteld "Bemoeienis en getuigenis". Visser heeft over dit thema meerdere keren gepubliceerd en is hiervoor deels verbonden aan de IZB. 
In Amsterdam is Visser meer naar buiten gaan treden. Zo was Visser sinds 2014 verbonden aan het meditatieve programma De Kapel dat door de EO  werd uitgezonden. In 2016 was hij samen met Tijs van den Brink te gast in de talkshow Pauw. Ze spraken hier over eerdere uitlatingen van Pauw over de Bijbel en andere religieuze boeken, waarbij Pauw stelde: ‘Wij allemaal [weten], als je je er een beetje in verdiept, dat die boeken verschrikkelijk zijn, en ze roepen allemaal op tot geweld’. In 2017 werd Visser in Amsterdam in deeltijd aangesteld als missionair predikant voor de buurt en stad.
Visser spreekt geregeld tijdens kerkdiensten, toerustingsavonden en bijeenkomsten binnen de gereformeerde gezindte. Hij publiceert artikelen op Cvandaag, in het Nederlands Dagblad en in het Reformatorisch Dagblad. Hierdoor heeft Visser grote bekendheid binnen deze kringen verkregen, mede door zijn vele preken via YouTube. In oktober 2021 werd een preek van Visser waarin hij een verband legde tussen een Bijbelpassage uit het boek Openbaring (hoofdstuk 13) en de boodschap van directeur Klaus Schwab van het World Economic Forum, getiteld The Great Reset breed gedeeld op sociale media. Later nam Visser afstand van zijn woorden in die preek.

## Persoonlijk
Visser is getrouwd en vader van drie kinderen. Zijn broer en drie zwagers en een zoon zijn eveneens predikant. Visser heeft een spraakgebrek, dat hij met hulp van een speciaal instituut goed onder controle heeft gekregen.